# Хырдапай
Хырдапай (азерб. Xırdapay) — село в одноимённой административно-территориальной единице Кюрдамирского района.

## Этимология
В середине 19-го века, наряду с племенами халфали и муган, жившими на севере Муганской равнины, так же упоминалось племя хирдапай. Все эти племена принадлежали к шахсевенам. Считается, что деревня была основана семьями, принадлежавшими к ним. Этноним означает «малая часть».

## Население
Согласно переписи 2009 года, население деревни составляет 5734 человека. Основными занятиями являются сельское хозяйство, скотоводство и животноводство.